# Cymatura wallabergeri
Cymatura wallabergeri är en skalbaggsart som beskrevs av Karl Adlbauer 1994. Cymatura wallabergeri ingår i släktet Cymatura och familjen långhorningar.
Artens utbredningsområde är Zimbabwe. Inga underarter finns listade i Catalogue of Life.